# Fűrészesfogú sügér
A fűrészesfogú sügér (Epinephelus aeneus) a sugarasúszójú halak (Actinopterygii) osztályának sügéralakúak (Perciformes) rendjébe, ezen belül a fűrészfogú sügérfélék (Serranidae) családjába tartozó faj.

## Előfordulása
A fűrészesfogú sügér előfordulási területe az Atlanti-óceán keleti fele, beleértve a Földközi-tenger déli részét is. Nyugat-Afrika mentén egészen Angola déli részéig több helyen is fellelhető. Korzika tengervizeiben, csak 2012-ben találták meg. A kanári-szigeteki és a Zöld-foki Köztársaság-i példányokról nincs hivatalos megerősítés.

## Megjelenése
Ez a halfaj elérheti a 120 centiméteres hosszúságot is, de általában csak 60 centiméteres. 50 centiméteresen már felnőttnek számít. Az eddig kifogott legnagyobb példány 25 kilogrammos testtömegű volt. A hátúszóján 10-11 tüske és 14-16 sugár van, míg a farok alatti úszóján 3 tüske és 7-9 sugár látható. A farokúszója lekerekített.

## Életmódja
Szubtrópusi tengeri hal, amely a homokos tengerpartok mentén él, de olykor a lagúnákba és a folyótorkolatokba is beúszik. 20-200 méteres mélységek között tartózkodik. Táplálékának az összetétele: csontos halak 58%, sáskarákok (Stomatopoda) 21%, egyéb rákok 10% és fejlábúak 10%.

## Szaporodása
A fűrészesfogű sügér nemváltó hal. Nőstényként jön világra, aztán egy bizonyos kor vagy méret elérésével hímmé válik. A legtöbb példány esetében az átalakulás a 9 kilogrammos halaknál történik meg, bár már kifogtak 3-5 kilogrammos hímeket is. Tunézia vizeiben 10-13 évesen vagyis 6-15 kilogrammosan, azaz 80-110 centiméteresen vált nemet. Egy 44 centiméteres és 2,2 kilogrammos nőstény körülbelül 789 436 ikrát képes termelni, míg egy 87 centiméteres és 12,6 kilogrammos nőstény akár 12 589 242 ikrát is kibocsáthat.

## Felhasználása
Ennek a fűrészfogú sügérnek ipari mértékű a halászata. Nyugat-Afrikában közkedvelt halfaj. Frissen vagy füstölve árusítják. Tenyésztésével kísérletezések folynak. A sporthorgászok is kedvelik.

## Érdekességek
Neve angolul white grouper, mely kifejezést több másik halra is használják, (például Hyporthodus flavolimbatus, nyugat-indiai csíkos sügér (Epinephelus striatus) és a venezuelai sügér (Mycteroperca cidi) fajokra.) Afrikában nagyon népszerű halfaj, a helyi konyhák specialitása. Érdekesség, hogy a 2000 frankos CFA (Afrikai valutaközösségi frank) bankjegyen a fűrészesfogú sügér szerepel. A bankjegy másik oldalán közlekedési eszközök és egy híd látható.

## Képek

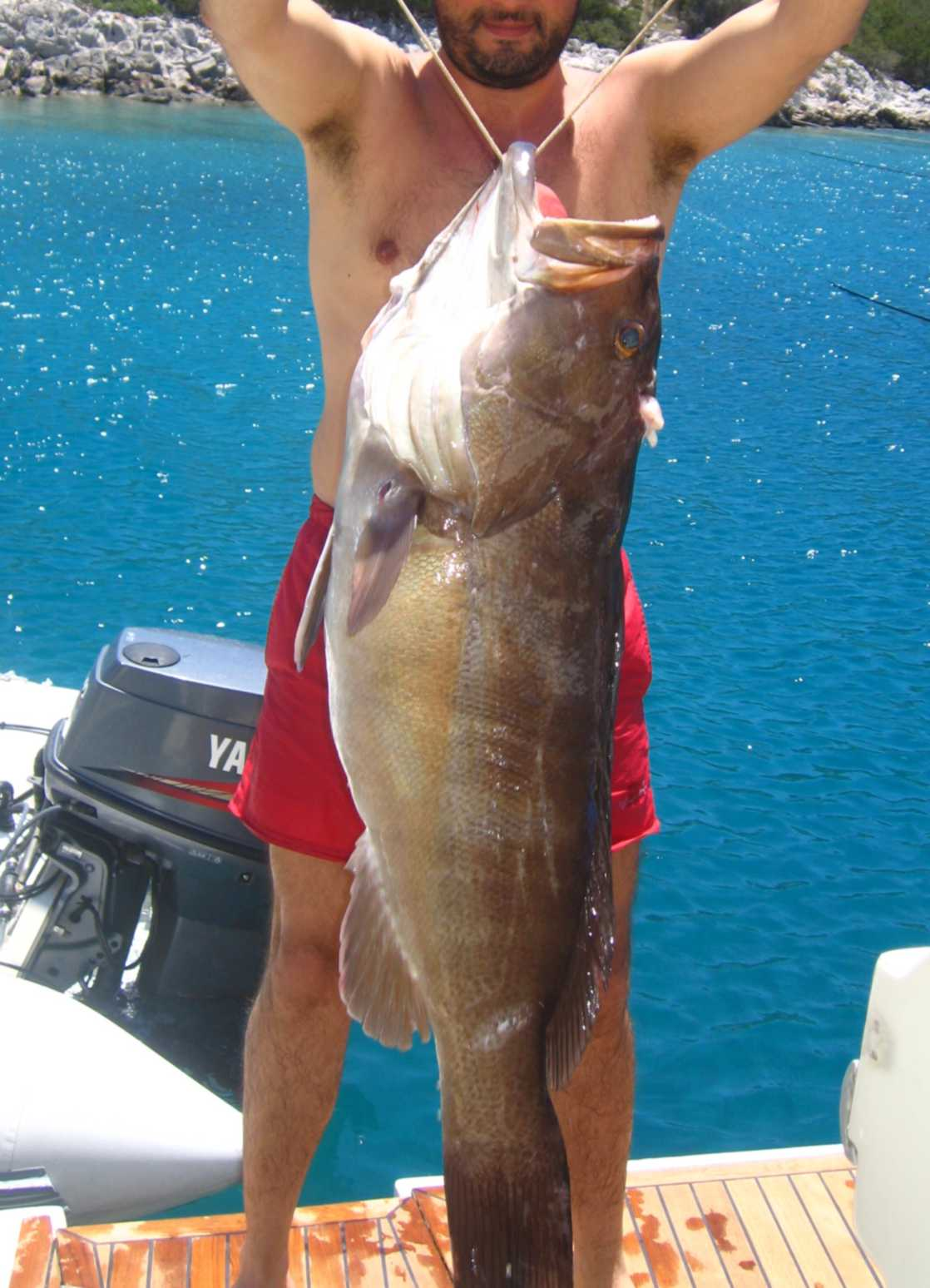
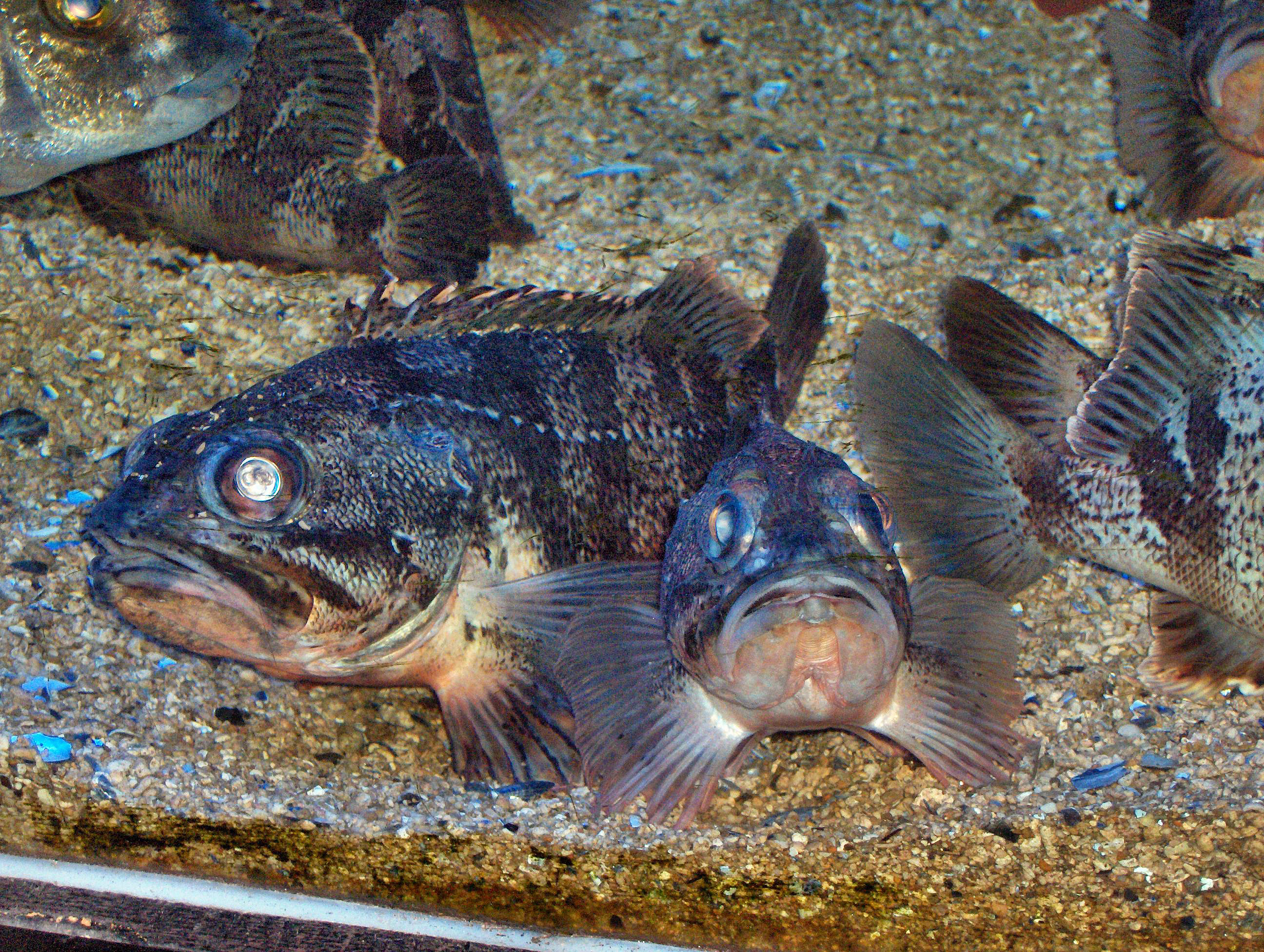
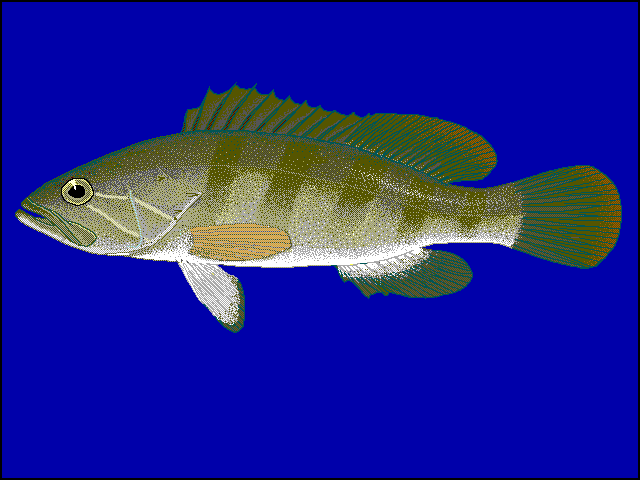